# Chicago Throwbacks
I Chicago Throwbacks sono stati una società di pallacanestro statunitense con sede a Chicago, in Illinois.
Nacquero nel 2007 per partecipare al campionato ABA 2000. Passarono però a stagione in corso alla PBL, dove disputarono due stagioni, prima di scomparire nel 2009.

## Stagioni
| Stagione | Lega | Denominazione      | V | P  | %    | Piazzamento | Play-off    |
| -------- | ---- | ------------------ | - | -- | ---- | ----------- | ----------- |
| 2008     | PBL  | Chicago Throwbacks | 5 | 15 | 25,0 | 5º          | Primo turno |
| 2009     | PBL  | Chicago Throwbacks | 6 | 14 | 30,0 | 3º          | -           |